# Paralogistis
Paralogistis is een geslacht van vlinders van de familie Dikkopmotten (Scythrididae).

## Soorten
- P. litholeuca (Meyrick, 1921)
- P. ochrura Meyrick, 1913